# وزارة المالية (ليتوانيا)
وزارة المالية في جمهورية ليتوانيا (بالليتوانية: Lietuvos Respublikos finansų ministerija) هي وزارة حكوميَّة في جمهورية ليتوانيا. عملياتها تقوم بموجب الدستور، والمراسيم الصادرة عن الرئيس ورئيس الوزراء، والقوانين التي أقرها البرلمان الليتواني. وتتمثل مهمتها في صياغة وتنفيذ سياسة فعالة للمالية العامة من أجل ضمان استقرار الاقتصاد الكلي والتنمية الاقتصادية للبلاد. الرئيس الحالي للوزارة هو جينتاري سكيست.